# Панков, Рудольф Николаевич
Рудо́льф Никола́евич Панко́в (17 сентября 1937, Наро-Фоминск, Московская область, РСФСР, СССР — 18 апреля 2025, Видное, Московская область, Россия) — советский и российский актёр, мастер дубляжа и закадрового озвучивания.

## Биография
Родился 17 сентября 1937 года в Наро-Фоминске.
В 1961 году окончил ВГИК (мастерская заслуженного деятеля искусств РСФСР Ольги Пыжовой).
Был мастером дубляжа и закадрового озвучивания, начал работу в данной сфере на киностудии им. Горького сразу после окончания ВГИКа.
В частности, голосом Панкова говорили Адриано Челентано, Жан-Поль Бельмондо, Дэвид Суше (Эркюль Пуаро из телесериала Пуаро Агаты Кристи, Великобритания), Томми Ли Джонс, Энтони Хопкинс и многие другие.
В 2002—2003 годах периодически подменял своего коллегу Дмитрия Матвеева, озвучивая тексты анонсов и программы передач канала ТВЦ.

### Болезнь и смерть
За последние 17 лет жизни перенёс 5 инсультов.
Скончался 18 апреля 2025 года в возрасте 87 лет в клинике в Видном Московской области от последствий инсультов, осложнённых деменцией.
Церемония прощания состоялась 22 апреля в ритуальном зале Николо-Архангельского кладбища, похороны прошли там же.

## Фильмография
| Год  |   | Название                   | Роль                                                |
| ---- | - | -------------------------- | --------------------------------------------------- |
| 1960 | ф | Мичман Панин               | юнга Обысов                                         |
| 1962 | ф | Половодье                  | Семён, колхозник, абитуриент сельхозтехникума       |
| 1963 | ф | Им покоряется небо         | лётчик                                              |
| 1964 | ф | Белые горы                 | русский                                             |
| 1964 | ф | Живёт такой парень         | парень на танцах в сельском клубе (нет в титрах)    |
| 1964 | ф | Товарищ Арсений            | рабочий                                             |
| 1965 | ф | Ваш сын и брат             | сосед Максима по комнате в общежитии (нет в титрах) |
| 1965 | ф | Пробуждение                | эпизод (в новелле «Лёлька»)                         |
| 1967 | ф | Взорванный ад              | Сергей Радеев                                       |
| 1967 | ф | Сергей Лазо                | эпизод                                              |
| 1967 | ф | Спасите утопающего         | сосед, участник хора                                |
| 1968 | ф | Шаги на земле              | Валентин Коржов, учитель музыки в станичной школе   |
| 1970 | ф | Тайна железной двери       | учитель (нет в титрах)                              |
| 1970 | ф | Украденный поезд           | командир экипажа                                    |
| 1970 | ф | Четверо в вагоне           | эпизод                                              |
| 1973 | с | Семнадцать мгновений весны | «Одноглазый», сотрудник СД (эпизод)                 |
| 1973 | ф | Таланты и поклонники       | Вася                                                |
| 1977 | ф | Красный чернозём           | Поливанов                                           |
| 1985 | ф | Корабль пришельцев         | полковник                                           |
| 1989 | ф | Коррупция                  | эксперт-криминалист Лёша                            |
| 1994 | ф | Будулай, которого не ждут  | капитан милиции                                     |

## Дубляж и закадровое озвучивание

### Фильмы

#### Марк Уильямс
- 2002 — Гарри Поттер и тайная комната — Артур Уизли[8]
- 2004 — Гарри Поттер и узник Азкабана — Артур Уизли[8]
- 2005 — Гарри Поттер и Кубок огня — Артур Уизли[8]
- 2007 — Гарри Поттер и Орден Феникса — Артур Уизли[8]
- 2009 — Гарри Поттер и Принц-полукровка — Артур Уизли[8]
- 2010 — Гарри Поттер и Дары Смерти: часть 1 — Артур Уизли[8]
- 2011 — Гарри Поттер и Дары Смерти: часть 2 — Артур Уизли[8]

#### Адриано Челентано
- 1976 — Блеф — Феликс[9][10] (дубляж киностудии им. Горького, 1978 г.)
- 1980 — Укрощение строптивого — Элия Кодонио[11][10]

#### Томми Ли Джонс
- 2007 — Старикам тут не место — шериф Эд Том Белл[8]
- 1997 — Люди в черном — агент K / Кевин Браун[12]

#### Энтони Хопкинс
- 2002 — Красный дракон — Ганнибал Лектер[13]
- 2011 — Тор — Один[8]

#### Другие фильмы
- 1961 — Изюминка на солнце[14]
- 1974 — Убийство в Восточном экспрессе — Пьер Мишель, проводник (Жан-Пьер Кассель)[14]
- 1974 — Ответ знает только ветер[13]
- 1977 — Я боюсь — Людовико Грациано (Джан Мария Волонте)[15][10]
- 1977 — «Забавные приключения Дика и Джейн»[14]
- 1981 — Профессионал — майор Жосслен Бомон (Жан-Поль Бельмондо) (дубляж киностудии «Мосфильм», 1990 г.)[10]
- 1982 — Ганди — Махатма Ганди (Бен Кингсли)[8] (дубляж киностудии «Мосфильм», 1987 г.)
- 1991 — Семь дней после убийства — следователь (Донатас Банионис)[14]
- 2003 — Люди Икс 2 — Эрик Леншерр / Магнито (Иэн Маккеллен)
- 2004 — Превосходство Борна — Конклин (флэшбек) (Крис Купер)[16]
- 2006 — Парфюмер — рассказчик[13]
- 2006 — Отпуск по обмену
- 2006 — Люди Икс: Последняя битва — Эрик Леншерр / Магнито (Иэн Маккеллен)
- 2006 — Дом у озера — Саймон Уайлер[17]
- 2007 — Звёздная пыль — Король Штормхолда[17]
- 2017 — Чудо-женщина[12]

### Сериалы
- Пуаро Агаты Кристи (1989—2013) — Эркюль Пуаро (Дэвид Суше)[18] (закадровый перевод)
- Остаться в живых — Джон Локк[19]
- Война и мир (2016) — граф Илья Ростов (Эдриен Эдмондсон)[20]
- Шерлок (2010—2017) — Джефф Хоп, водитель кэба (Фил Дэвис)[21]

## Озвучивание мультфильмов
- 1978 — Черепашка — Скорпион
- 1997 — 1998 — Незнайка на Луне — Жулио, торговец оружием и владелец магазина разнокалиберных товаров (6-9 серии)
- 1998 — Волшебная свирель — читает текст за кадром
- 2007 — Твой крест — читает текст за кадром
- 2009 — Первый отряд — монах